# IC 437
IC 437 — галактика типу S (спіральна галактика) у сузір'ї Заєць.
Цей об'єкт міститься в оригінальній редакції індексного каталогу.